# Stigmella klimeschi
Stigmella klimeschi là một loài bướm đêm thuộc họ Nepticulidae. Nó được tìm thấy ở Kazakhstan và Tadzhikistan.
Ấu trùng ăn Rhamnus species.